# İdris Naim Şahin
İdris Naim Şahin (* 1. Juni 1956 in Ünye, Provinz Ordu) ist ein ehemaliger türkischer AKP-Politiker, der bei den Parlamentswahlen in der Türkei 2002 für Istanbul in die Nationalversammlung gewählt wurde und zwischen dem 6. Juli 2011 und den 24. Januar 2013 Innenminister der Türkei war.
Er trat im Zuge der Korruptionsaffäre 2013 aus der Partei für Gerechtigkeit und Aufschwung aus und gründete die Nation- und Gerechtigkeitspartei (MILAD).